# Kultura lendzielska

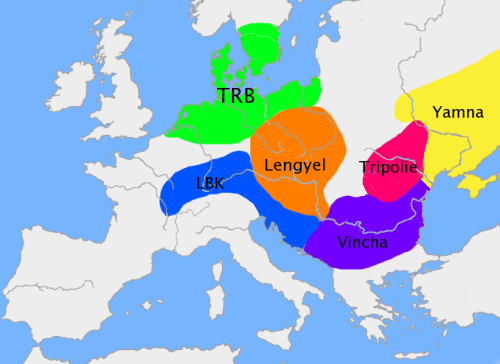
Poglądowa mapa głównych kultur schyłku 4. tysiąclecia p.n.e. Kultura lendzielska na pomarańczowo

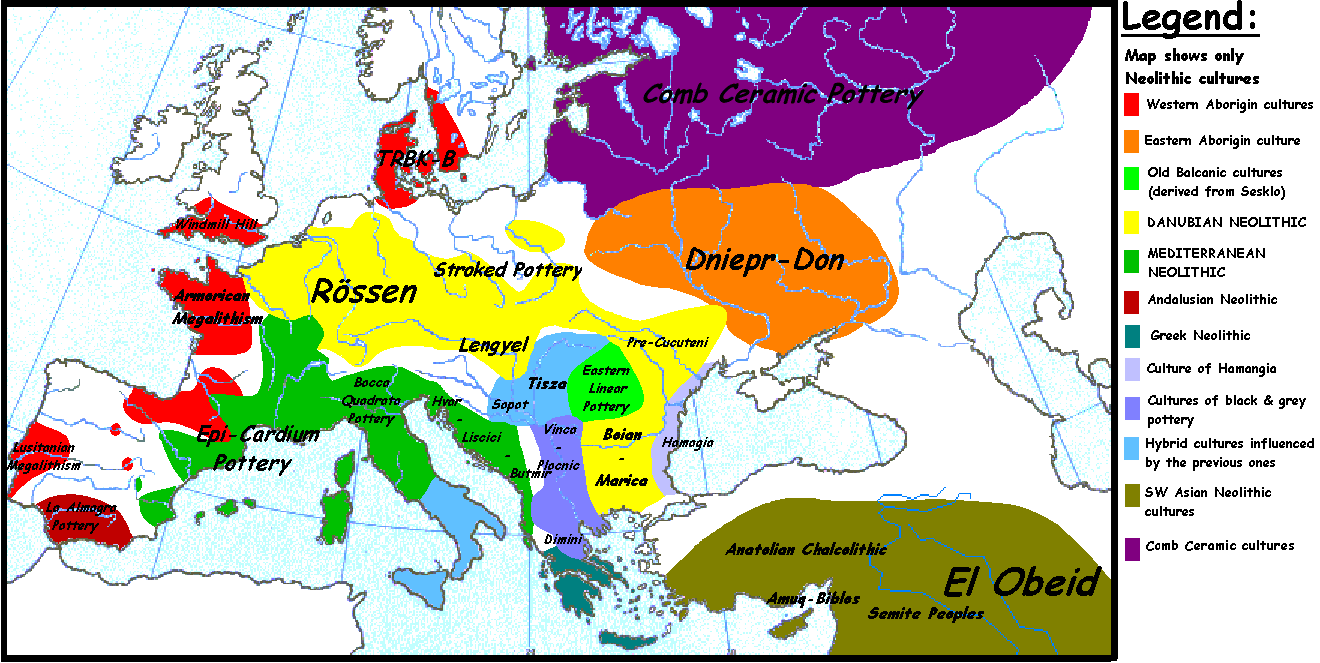
Mapa neolitycznej Europy w apogeum ekspansji kultur naddunajskich, ok. 3 500 p.n.e.

Kultura lendzielska – kultura neolityczna (ok. 5000-4000 p.n.e.), z kręgu kultur naddunajskich, której nazwa pochodzi od miejscowości Lengyel w regionie Tolna koło Kaposváru na Węgrzech. Formą jej kontynuacji była kultura jordanowska.

## Obszar występowania
Ludność tej kultury zajmowała obszary dzisiejszej Polski (Śląsk, Małopolska, Wielkopolska i Kujawy), Czech (południowe Morawy), zachodniej Słowacji, zachodnich Węgier oraz przylegających części Austrii, Słowenii i Chorwacji. Na ziemiach polskich elementy kultury lendzielskiej mieszały się z elementami kultury polgarskiej, tworząc tzw. kompleks lendzielsko-polgarski.

## Grupy lokalne na ziemiach polskich
Na podstawie szczegółowej analizy ceramiki wydzielono następujące grupy:
- grupa ociecka (Górny Śląsk)
- grupa modlnicka (Małopolska)
- grupa brzesko-kujawska (Kujawy)

## Charakterystyczne wytwory kulturowe
Cechą charakterystyczną wyżej wymienionych grup jest występowanie naczyń na pustej nóżce, amforek i mis, zdobionych jedynie plastycznymi guzkami. Ceramika posiadała również spiralne ornamenty. Lendzielskie naczynia były niemalowane. Wśród znalezisk kultury lendzielskiej znajdują się również terakotowe figurki.

## Osadnictwo i gospodarka
Zakładano bardzo rozległe osady, złożone zarówno z dużych domów naziemnych zbudowanych na planie prostokątnym, jak również ziemianki o planie owalnym. Spotyka się osady otwarte, ale też otoczone rowami obronnymi, również budowle o nieznanym przeznaczeniu, tzw. rondele.
Ludność zajmowała się zarówno rolnictwem, jak i hodowlą bydła. Terenami eksploatowanymi przez gospodarkę rolno-hodowlaną były już nie tylko dna dolin rzecznych, ale także brzegi wysoczyzn.

## Obrządek pogrzebowy
Zmarłych chowano na cmentarzyskach w pobliżu osad, w pozycji skurczonej, w grobach szkieletowych wyposażonych w ceramikę oraz narzędzia krzemienne.